# Live! Fillmore West 1969
Albums de Country Joe and the Fish
Collected Country Joe and The Fish
(1988)
Live! Fillmore West 1969 est un album live du groupe de rock américain Country Joe and the Fish, paru en 1994. Sur la pochette, l'album est signé Country Joe and the Fish and friends, en effet d'autres artistes y ont participé, comme Jack Casady de Jefferson Airplane, Jerry Garcia et Mickey Hart du Grateful Dead, David Getz de Big Brother and the Holding Company, ou encore Steve Miller.

## Liste des Pistes
1. Intro / Rock and Soul Music / Love – 6:15
2. Here I Go Again – 4:42
3. It's so Nice to Have Your Love – 6:31
4. Flying High – 12:36
5. Doctor of Electricity – 9:11
6. Donovan's Reef Jam – 38:17

## Musiciens
- Country Joe McDonald -- chant, guitare, tambourin
- Barry Melton -- chant, guitare
- David Cohen -- guitare, orgue
- Gary "Chicken" Hirsh -- batterie
- Jack Casady -- basse
- Jerry Garcia -- guitare
- Mickey Hart -- batterie
- David Getz -- batterie
- Steve Miller -- guitare